# Edward Racki
Edward Racki (ur. 21 kwietnia 1955 w Bytomiu) – polski piłkarz grający na każdej pozycji z pola, trener.

## Kariera piłkarska

### Polonia Bytom
Edward Racki karierę piłkarską rozpoczął w 1973 roku w Polonii Bytom, w barwach której 31 lipca 1974 roku zadebiutował w ekstraklasie w bezbramkowo zremisowanym meczu wyjazdowym z Lechem Poznań na Stadionie im. 22 lipca. W sezonie 1975/1976 klub zajmując ostatnie – 16. miejsce, spadł z ekstraklasy, jednak w sezonie 1976/1977 wrócił do niej, po wygranej Grupy Południowej, a także awansował do finału Pucharu Polski, w którym nie grał, a jego klub 21 lipca 1977 roku na Stadionie Śląskim w Chorzowie przegrał 1:0 z Zagłębiem Sosnowiec. Jednak w sezonie 1979/1980 klub zajmując ostatnie – 16. miejsce, ponownie spadł z ekstraklasy. Z klubu odszedł po sezonie 1982/1983. Łącznie w ekstraklasie rozegrał 130 meczów, w których zdobył 4 gole.

### CKS Czeladź
Następnie wraz z kolegą z Polonii Bytom – Czesławem Bryłką został zawodnikiem występującej w klasie okręgowej w grupie Katowice I CKS Czeladź, z którą w sezonie 1984/1985 awansował do III ligi, a w sezonie Wicemistrzostwo 1986/1987 zdobył wicemistrzostwo III ligi. Po 1987/1988 (w którym był asystentem trenera), zakończył piłkarską karierę.

## Kariera trenerska
Edward Racki jeszcze w trakcie kariery piłkarskiej rozpoczął karierę trenerską. W 1987/1988 był grającym asystentem trenerów, najpierw Antoniego Szymanowskiego, potem Czesława Fudaleja w MCKS Czeladź.
W 1997 roku na krótko zastąpił Czesława Bryłkę na stanowisku trenera Silesii Miechowice, jednak po spadku do klasy okręgowej został przez niego zastąpiony. Następnie trenował: Orła Biały Brzeziny, Orła Miedary (1999–2004), z którym w sezonie 2002/2003 awansował do klasy okręgowej grupy Katowice IV, jednak po sezonie 2003/2004 klub spadł do klasy A, a także najpierw wspólnie z Hubertem Globiszem, potem samodzielnie Tempo Stolarzowice (2011–2012).

## Sukcesy

### Zawodnicze
Polonia Bytom
- Awans do ekstraklasy: 1977
- Finał Pucharu Polski: 1977

CKS Czeladź
- Awans do III ligi: 1985
- Wicemistrzostwo III ligi: 1987

### Trenerskie
Orzeł Miedary
- Awans do klasy okręgowej: 2003